# Jacobsthal (Zeithain)
Jacobsthal ist ein rechtsseitig der Elbe gelegener Ortsteil der sächsischen Gemeinde Zeithain im Landkreis Meißen.

## Geografie und Verkehrsanbindung

Jacobsthal auf einer geschichtlichen Karte des Kreises Liebenwerda (1910).

Der Ort liegt östlich von Kreinitz und westlich der Gohrischheide an der nördlichen Grenze des Freistaates Sachsen und des Landkreises Meißen zum Bundesland Brandenburg und dem Landkreis Elbe-Elster. Nördlich von Jacobsthal liegen Fichtenberg und die Stadt Mühlberg/Elbe, die über die Staatsstraße 88 erreichbar sind. Um 1900 wird der Ort als Straßenangerdorf mit Gewannflur und einer Größe von 824 Hektar beschrieben. Zu Jacobsthal gehören zwei Wüstungen, ein Anteil des ehemaligen Dorfes Rustel und Kleintrebnitz, das im Zuge der Erweiterung des Truppenübungsplatzes Zeithain Anfang der 1970er Jahre zur Wüstung wurde.
In Jacobsthal verkehrt mit Stand 2022 eine Regionalbuslinie zwischen Riesa und Mühlberg, wo Anschluss an die Bundesstraßen B 169 und B 182 und das Eisenbahnnetz besteht.

## Geschichte
Das Gebiet um Jacobsthal war bereits um 1300 vor Christus bewohnt. Archäologische Funde am Gattersberg in der Nähe des ehemaligen Flussufers beweisen die Existenz eines großen Dorfes, das sehr lange und kontinuierlich besiedelt war.
Der Ort war früher mit dem Kloster Mühlberg verbunden, was Namen von Flurstücken und ein zu zahlender Zehnt beweisen.
Jacobsthals erste urkundliche Erwähnung war 1341 als Kobenthal in einer Lehnsübergabe von Teilen des Dorfes an Konrad von Kokeritz. Der Ortsname war mehrmals Änderungen unterzogen, so wurde Jacobsthal im Jahr 1341 Kobethal genannt, 1351 Kobital, 1406 Kobental, 1535 Kofenthal, Kobenthal 1548 und 1791 Cobenthal, Jacobsthal beziehungsweise 1875 Jacobsthal (Kobenthal). Erst im Jahr 1890 hatte sich die heutige Schreibweise des Ortsnamens durchgesetzt.
Die Grundherrschaft hatte mindestens seit 1551 das Rittergut Kreinitz inne. Ein Gasthaus bestand schon sehr früh im Ort. 1535 klagten die Bürger des elbabwärts gelegenen Städtchens Mühlberg gegen den Kretzschmar zu Kofenthal wegen des Brauens in Kofenthal. 1548 wurden dem Kurfürsten die Jagdrechte auf die Sau- und Rehjagd in der Gohrischheide zugesprochen. Otto Pflugk auf Strehla und seine Familie behielten diese Rechte „nur auf seinen und seiner Untertanen und Leute Gütern zu Kobenthal“.
Im Dreißigjährigen Krieg verwüsteten 1635 die um Torgau lagernden schwedischen Truppen das umliegende Land. 2/3 der Bevölkerung der Dörfer kam dabei ums Leben. Aus dem Erbregister des Rittergutes Kreinitz geht hervor, dass 1679 Jacobsthal 43½ Hufen mit 27 Familien umfasste, die aus 15 Bauern, 2 Halbhüfnern und 10 Häuslern bestanden.
Ab 1696 gehörte der Ort zum Amt Mühlberg und ab 1816 zum Amt Großenhain. Durch die Sächsische Landgemeindeordnung von 1838 erhielt Jacobsthal Eigenständigkeit als Landgemeinde. 1841 hatte Jacobsthal 17 Bauerngüter, 1 brauberechtigte Schenke, 1 Schmiede, 1 Windmühle, 22 Gärtner und Häusler.
1845 ist die neue Schule in Form einer Wohnung mit Erdgeschoss erbaut worden. Bereits 1867 reichte die Schule nicht mehr aus und bekam ein zusätzliches Geschoss zur Erweiterung. 1847 bis 1848 wurde die Bahnstrecke Jüterbog–Röderau und weiter bis Berlin gebaut. Jacobsthal bekam eine eigene Station mit Bahnhofsgebäude, an dem sich einige Betriebe ansiedelten. Ab 1856 wurde Jacobsthal vom Gerichtsamt Strehla verwaltet. Ab 1875 gehörte das Dorf zur Amtshauptmannschaft Oschatz. Ebenfalls 1875 wurde der Truppenübungsplatz Zeithain auf Jacobsthaler Flur erweitert. Der Ort verlor dadurch einen Teil seiner Ackerflächen.
Der Erste Weltkrieg kostete mindestens elf Jacobsthaler Männern das Leben. Im Jahr 1925 waren 336 Einwohner von Jacobsthal evangelisch-lutherisch, ein Einwohner war katholisch.
In der Zwischenkriegszeit entstanden einige kleine Industriebetriebe und neue Gewerbebetriebe. 1930 gab es in Jacobsthal eine Ziegelei (Konkurs 1930), zwei Zementwarenfabrikanten (am Bahnhof), eine Industriewäscherei (am Bahnhof), eine Niederlage der landwirtschaftlichen Genossenschaft Strehla (am Bahnhof), zwei Tischlereien, eine Windmühle, zwei Futtermittelhändler, einen Bäcker- und Kolonialwarenhändler, zwei Kolonialwarenhändler, drei Gaststätten (im Dorf, „Hasenschänke“ am Bahnhof, „Waldfrieden“ in der Sorge), einen Flaschenbierhändler, eine Schmiede, eine Schneiderin, einen Schiffseigner, einen Hausschlachter und eine Gärtnerei.
Ab April 1941 begann unter der Aufsicht des Heeresbauamtes Riesa der Bau des Kriegsgefangenenlagers Zeithain in der unmittelbaren Nähe des Bahnhofes Jacobsthal durch französische und später durch russische Kriegsgefangene. Das Lager wurde Ende 1942 fertiggestellt und konnte 25000 Gefangene aufnehmen. Durch gezielte Unterernährung und Seuchen wurde es für zahlreiche Kriegsgefangene zum Todeslager. Bis zur Befreiung des Lagers durch die rote Armee am 23. April 1945 starben etwa 30000 russische Gefangene, 900 italienische Militärinternierte, 44 polnische und 12 serbische Kriegsgefangene.

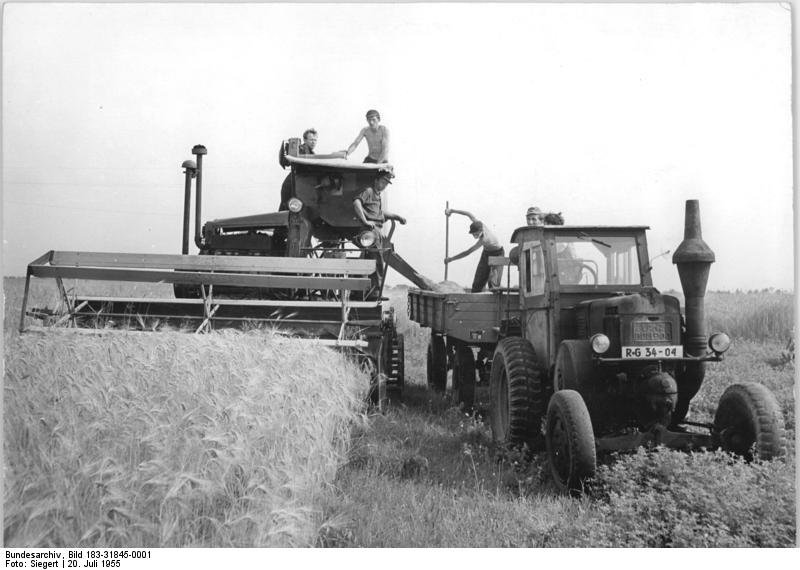
Bundesarchiv Bild 183-31845-0001, Jacobsthal, Getreideernte mit Mähdrescher im Jahr 1955

Sachsen kam nach dem Zweiten Weltkrieg in die Sowjetische Besatzungszone und später zur DDR. Nach der Gebietsreform 1952 wurde Jacobsthal dem Kreis Riesa im Bezirk Dresden zugeordnet. Im Jahr 1952/53 erfolgte die Zusammenlegung der Schulen Jacobsthal und Kreinitz. Ab diesem Jahr wurde nur noch die Unterstufe in Jacobsthal unterrichtet im Wechsel mit Kreinitz. 1953 gründet sich eine LPG Typ III und am 25. Mai die Freiwillige Feuerwehr, deren Mitgliederzahl schnell auf 17 Mann stieg. Im Jahr 1957 wurde Kleintrebnitz, das im Volksmund auch die Sorge genannt wurde, nach Jacobsthal eingemeindet. Im Jahr 1961 gründeten sich 2 LPG Typ I. 1969 fand die letzte Einschulung in Jacobsthal statt. Im gleichen Jahr schlossen sich die LPG mehrerer Dörfer zusammen. 1971 können die ersten Kinder den neuen Kindergarten beziehen. Die Ausstattung der Freiwilligen Feuerwehr wurde in den nächsten Jahren bedeutend verbessert. 1973 erhielt sie ein werksneues Fahrzeug Barkas B 1000, 1975 wurde das Feuerwehrdepot errichtet und am ersten November 1977 das neue Feuerwehrhaus eingeweiht. Die Straße zum Bahnhof wurde 1979 neu erbaut. Anfang der 1980er Jahre ging die Zeit der dezentralen Wasserversorgung zu Ende, Jacobsthal wurde 1984/1985 an die zentrale Wasserversorgung durch das Fichtenberger Wasserwerk angeschlossen. 1986 wurde die Kinderkrippe fertiggestellt.
Nach Wende und Wiedervereinigung wurde das Dorf Teil des neugegründeten Freistaates Sachsen. Die folgenden Gebietsreformen in Sachsen ordneten Jacobsthal 1994 dem Landkreis Riesa-Großenhain und 2008 dem Landkreis Meißen zu. Seit 1994 ist Jacobsthal Teil der Gemeinde Zeithain.

### Bevölkerungsentwicklung
| Jahr | Einwohnerzahl                                                         |
| ---- | --------------------------------------------------------------------- |
| 1551 | 17 besessene(r) Mann, 2 Häusler, 24 Inwohner                          |
| 1764 | 17 besessene(r) Mann, 4 Gärtner, 12 Häusler, 32½ Hufen je 12 Scheffel |
| 1834 | 279                                                                   |
| 1871 | 380                                                                   |
| 1890 | 338                                                                   |
| 1910 | 325                                                                   |
| 1925 | 337                                                                   |

| Jahr | Einwohnerzahl               |
| ---- | --------------------------- |
| 1939 | 453                         |
| 1946 | 561                         |
| 1950 | 584                         |
| 1964 | 536                         |
| 1990 | 326                         |
| 1994 | Eingemeindung nach Zeithain |
| 2011 | 241                         |

## Kirche Jacobsthal

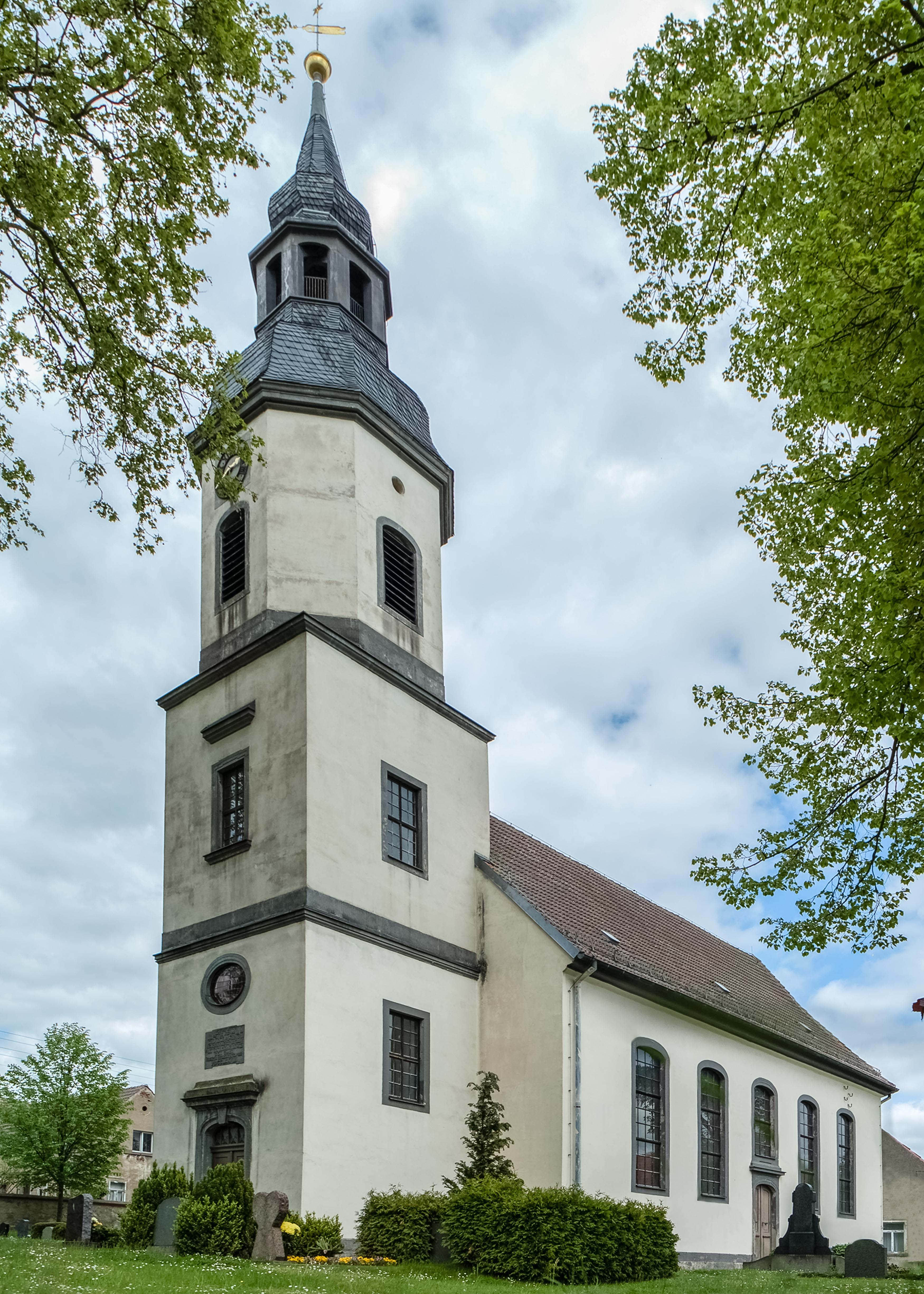
Dorfkirche Jacobsthal

1688 wurden die Bronzeglocken in A, D und Fis der alten Kirche von Andreas Herolden (eine andere Quelle nennt Weinhold) aus Dresden gegossen. 1716 wird St. Jacobsthal genannt. In der alten Schrift steht zu lesen: „Zu St. Jacobsthal wird in der Halle ein hölzerner, mit Eisen beschlagener Wagebalken gezeigt, auf welchem die Kinder, die zum heiligen Jacobo gebracht wurden, gegen Wachs, Flachs und dergleichen anderen Waren abgewogen wurden, und geschah das deswegen, damit die Kinder durch Fürbitte des heiligen Jacobus desto besser wachsen und zunehmen möchten…“ Auch wird berichtet, dass Jacobsthal einst ein Wallfahrtsort gewesen sei, zu dessen „Heiligen Born“ oder auch „heiligen Brunnen“ die Menschen von weither kamen, um dessen Wasser zu trinken oder sich damit zu waschen und so „allerlei Leibesgebrechen und Krankheiten“ zu heilen. Dafür wurden der Kirche mancherlei Geschenke gemacht. Daher und aus dem Waagebalken soll das einstige sehr ansehnliche Kirchenvermögen stammen. 1776 am 16. April erstattet Kirchvater Johann Gottfried Richter beim Kreinitzer Gericht Anzeige, in der es heißt: „Der Kirchturm ist seit einiger Zeit so schadhaft, dass der Kinderlehrer ohne Besorgnis, es möchte derselbe einstürzen, nicht einmal mehr läuten kann.“ Es stellte sich heraus, dass der Giebel des Kirchendaches einen neuen Turm nicht hätte tragen können. Der Bau eines massiven Kirchturmes wurde beschlossen. Bei Baubeginn zeigten sich aber die Mauern der Kirche, sie stammte aus Zeiten vor der Reformation, als „von Grund aus ganz schlecht und haltlos“. 1779 am 2. August erfolgte deshalb die Grundsteinlegung für einen kompletten Kirchenneubau durch den Kirchenpatron Curt Gottlob Graf von Seydewitz. Der Bau in heutiger Gestalt war am 12. Oktober
1780 so weit gediehen, dass der Knopf und die Fahne auf den Turm aufgesetzt werden konnten. Davon kündet eine der Urkunden im Turmknopf. Die Übernahme der durch Maurermeister J. G. Dietrich aus Mühlberg und Zimmermeister J. Chr. König aus Bobersen und weiteren Meistern aus Hayn, Meissen und Lorenzkirch erbauten neuen Kirche fand am 8. Dezember 1781 statt. Trotz inständiger Bitte der Gemeindeglieder konnte die Weihe erst am 29. September 1782 stattfinden, da die Orgel von Orgelbauer Flemming aus Torgau nicht früher fertig gestellt wurde. 1836 wurde das Gebälk Turmkuppel und deren Bedachung erneut als sehr schadhaft befunden und für rund 1414 Thaler repariert. Auch die Sonnenuhr wurde in diesem Jahr installiert, die Zeigertafeln der Uhr, sowie der Turmknopf, die Fahne und der Stern auf der Spindel wurden vergoldet. Davon berichtet eine weitere Urkunde im Turmknopf, datiert auf den 7. November 1836. 1879 am 31. August berichtet die 4. Urkunde aus dem Turmknopf: „Die Nähe des bald glücklich erreichten 100 jährigen Jubeltages der Erbauung dieses Gotteshauses hat die derzeitigen Mitglieder des Kirchenvorstandes bewogen, das unscheinbar gewordene Äußere desselben insbesondere des Thurmes, wieder in würdiger Weise herstellen zu lassen.“ Weiter ist zu lesen: „Wir leben jetzt in keiner religiös und politisch glücklichen Zeit; zwar haben wir seit 1871 ein geeinigtes Deutsches Reich, aber in Folge einer vielfach gepriesenen Freisinnigkeit mehrfache Gesetze, welche unser Wohl nicht in gewünschter Weise fördern, alle Abgaben ungewohnt steigern, der Religionslosigkeit Vorschub leisten, daher jetzt so eine Wildheit und Zügellosigkeit.“  1899 wurde die Kirche innen erneuert und mit einer neuen Orgel der Fa. Hermann Eule aus Bautzen versehen. 1909 erfolgte der Einbau einer neuen Turmuhr. 1911 erhält die Kirche elektrische Beleuchtung und neue Blitzableiter. Die Fahne sowie die Kugel werden ebenfalls repariert. 1922 werden die jetzigen Glocken von einer Bochumer Gussstahlfabrik gegossen. 1927 erfolgt eine Umdeckung der Kirchturmspitze. 1954 werden die vormals bunten Altarfenster durch eine Detonation auf dem Truppenübungsplatz beschädigt. 1961 Umdeckung der Kirchturmspitze und Erneuerung der Blitzschutzanlage. 1982/83 gründliche Erneuerung der Kirche und des Turmes mit neuem Putz, Kugel und Wetterfahne werden erneuert. 1991 zerstört eine Detonation auf dem Truppenübungsplatz die Altarfenster endgültig. 1995 wird in der Kirche die große Loge links neben dem Altarraum (einst Herrschaftsloge und Betstübchen) renoviert. Sie dient im Winter als Gottesdienstraum.
1997 wird die Orgel der Kirche wieder bespielbar gemacht, nachdem sie 20 Jahre ungenutzt gewesen war.

## Gedenkstätten
- Auf dem Friedhof steht ein am 7. August 1921 fertiggestelltes Denkmal für die Opfer des Ersten Weltkrieges. Es hat die Form eines Quaders auf einem zweistufig abgesetztem Sockel und aufgesetztem Stahlhelm mit Eichenlaub. Die Inschrift lautet: 1914 EK 1918, SIE STARBEN ALS HELDEN FÜRS VATERLAND, DIE DANKBARE GEMEINDE JACOBSTHAL. Des Weiteren sind elf Opfer namentlich aufgeführt.[3]

- Friedhof II- KriegsgefangenenFriedhof Jacobsthal ehemals „Russenfriedhof Jacobsthal“Ehrenmal-Jacobsthal

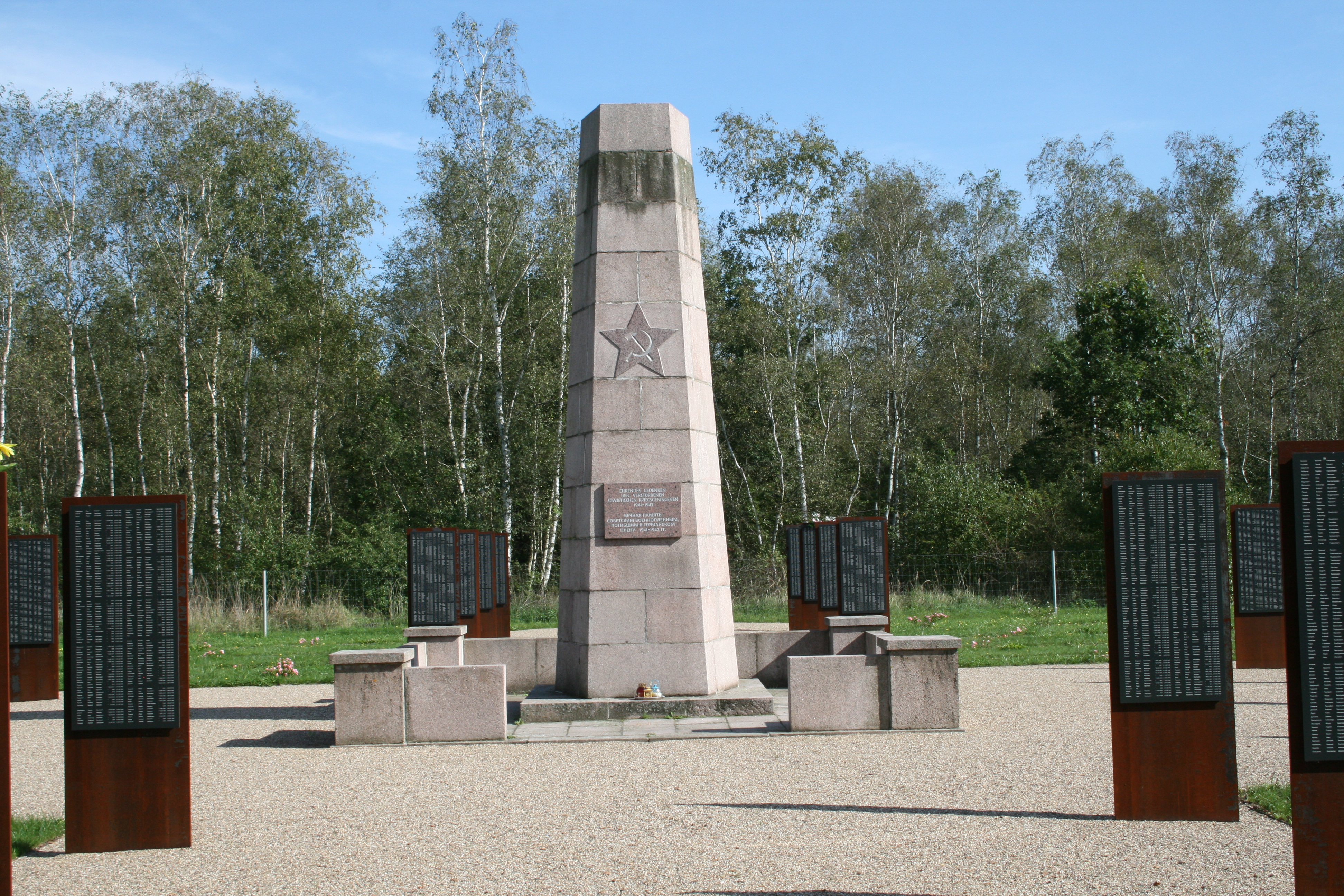
Ehrenmal-Jacobsthal

Der Friedhof liegt im Zentrum eines 4 km² großen ehemaligen Panzerfahrübungsgeländes, das heute zum Naturschutzgebiet Gohrischheide und Elbniederterrasse gehört. Die von der sowjetischen Militäradministration im August 1946 eingesetzte Untersuchungskommission, die Chorun-Kommission, ermittelte für die 104 × 37 m große Fläche 24 Massengräber mit etwa 12000 Toten. Von den 4 Kriegsgefangenenfriedhöfen des Zeithainer Kriegsgefangenenlagers war dieser der größte. Im Dezember 1941 angelegt, diente er bis Ende 1942 zur Beisetzung verstorbener sowjetischer Lagerinsassen. Hier liegen die Opfer des Massensterbens der im Winter 1941/42 herrschenden Fleckfieberepidemie begraben. Bis zum Abzug der russischen Truppen im Jahr 1992 befand sich dieser Friedhof auf militärischem Sperrgebiet und war nicht zugänglich.